# Helge Bostrom
Helge Bostrom (né le 9 janvier 1894 à Winnipeg au Canada - mort le 25 janvier 1977 à Deer River aux États-Unis) est un joueur professionnel canadien de hockey sur glace qui évoluait au poste de défenseur,.

## Biographie
Bostrom débute dans les équipes amateurs de sa ville natale, les Monarchs puis les Ypres de Winnipeg avec lesquels il dispute la finale de la Coupe Allan en 1918, finale perdue contre le Kitchener Hockey Club. Après la Première Guerre mondiale où il sert en France dans l'armée de terre canadienne, il passe deux saisons avec les Maple Leafs de Moose Jaw puis, le 8 janvier 1922, il signe un contrat professionnel avec les Eskimos d'Edmonton dans la Western Canada Hockey League (WCHL). Il est ensuite vendu aux Maroons de Vancouver et remporte le titre de champion de l'Association de hockey de la Côte du Pacifique qui permet aux Maroons de disputer la Coupe Stanley aux Canadiens de Montréal champions de la Ligue nationale de hockey (LNH), coupe remportée par les Canadiens 2-0. Après être passé par les Millers de Minneapolis dans l'Association américaine de hockey, il rejoint le 15 janvier 1930 les Black Hawks de Chicago dans la LNH en échange de Bobby Burns. Il passe quatre saisons avec les Black Hawks dont il devient le capitaine lors de la saison 1932-1933, saison au cours de laquelle il est cependant échangé aux Oilers de Tulsa dans l'Association américaine de hockey, équipe dans laquelle il occupe temporairement le poste d'entraîneur au cours de cette même saison. En 1936, il termine sa carrière de joueur avec les Greyhounds de Kansas City dans l'AHA ; il devient ensuite l'entraîneur de cette équipe au cours des saisons 1937-1938 et 1938-1939.

## Statistiques
| Saison    | Équipe                     | Ligue         |    | Saison régulière | Saison régulière | Saison régulière | Saison régulière | Saison régulière |   | Séries éliminatoires | Séries éliminatoires | Séries éliminatoires | Séries éliminatoires | Séries éliminatoires |
| Saison    | Équipe                     | Ligue         | PJ | B                | A                | Pts              | Pun              | PJ               | B | A                    | Pts                  | Pun                  |                      |                      |
| 1916-1917 | Monarchs de Winnipeg       | WSrHL         | 3  | 0                | 0                | 0                | 4                |                  |   |                      |                      |                      |                      |                      |
| 1917-1918 | Ypres de Winnipeg          | WSrHL         | 9  | 0                | 0                | 0                | 12               | 1                | 0 | 0                    | 0                    | 2                    |                      |                      |
| 1917-1918 | Ypres de Winnipeg          | Coupe Allan   |    |                  |                  |                  |                  | 4                | 0 | 0                    | 0                    | 24                   |                      |                      |
| 1919-1920 | Maple Leafs de Moose Jaw   | SSHL          | 11 | 2                | 3                | 5                | 26               | 2                | 2 | 1                    | 3                    | 4                    |                      |                      |
| 1920-1921 | Maple Leafs de Moose Jaw   | SSHL          | 15 | 5                | 2                | 7                | 26               | 4                | 1 | 0                    | 1                    | 0                    |                      |                      |
| 1921-1922 | Eskimos d'Edmonton         | WCHL          | 1  | 0                | 0                | 0                | 0                | 2                | 0 | 0                    | 0                    | 0                    |                      |                      |
| 1922-1923 | Eskimos d'Edmonton         | WCHL          | 22 | 2                | 1                | 3                | 20               | 2                | 0 | 0                    | 0                    | 0                    |                      |                      |
| 1922-1923 | Eskimos d'Edmonton         | Coupe Stanley |    |                  |                  |                  |                  | 1                | 0 | 0                    | 0                    | 0                    |                      |                      |
| 1923-1924 | Maroons de Vancouver       | PCHA          | 26 | 3                | 0                | 3                | 24               | 2                | 0 | 1                    | 1                    | 2                    |                      |                      |
| 1923-1924 | Millionnaires de Vancouver | West-P        |    |                  |                  |                  |                  | 3                | 1 | 0                    | 1                    | 0                    |                      |                      |
| 1923-1924 | Maroons de Vancouver       | Coupe Stanley |    |                  |                  |                  |                  | 2                | 1 | 0                    | 1                    | 0                    |                      |                      |
| 1924-1925 | Maroons de Vancouver       | WCHL          | 28 | 7                | 4                | 11               | 18               |                  |   |                      |                      |                      |                      |                      |
| 1925-1926 | Maroons de Vancouver       | WCHL          | 29 | 0                | 1                | 1                | 28               |                  |   |                      |                      |                      |                      |                      |
| 1926-1927 | Millers de Minneapolis     | AHA           | 35 | 4                | 2                | 6                | 45               | 6                | 0 | 0                    | 0                    | 6                    |                      |                      |
| 1927-1928 | Millers de Minneapolis     | AHA           | 36 | 10               | 3                | 13               | 39               | 8                | 0 | 0                    | 0                    | 22                   |                      |                      |
| 1928-1929 | Millers de Minneapolis     | AHA           | 39 | 5                | 3                | 8                | 74               | 4                | 1 | 0                    | 1                    | 8                    |                      |                      |
| 1929-1930 | Millers de Minneapolis     | AHA           | 12 | 2                | 1                | 3                | 14               |                  |   |                      |                      |                      |                      |                      |
| 1929-1930 | Black Hawks de Chicago     | LNH           | 20 | 0                | 1                | 1                | 8                | 2                | 0 | 0                    | 0                    | 0                    |                      |                      |
| 1930-1931 | Black Hawks de Chicago     | LNH           | 42 | 2                | 2                | 4                | 32               | 9                | 0 | 0                    | 0                    | 16                   |                      |                      |
| 1931-1932 | Black Hawks de Chicago     | LNH           | 14 | 0                | 0                | 0                | 4                | 2                | 0 | 0                    | 0                    | 0                    |                      |                      |
| 1932-1933 | Black Hawks de Chicago     | LNH           | 20 | 1                | 0                | 1                | 14               |                  |   |                      |                      |                      |                      |                      |
| 1932-1933 | Oilers de Tulsa            | AHA           | 22 | 2                | 6                | 8                | 10               | 4                | 0 | 1                    | 1                    | 6                    |                      |                      |
| 1933-1934 | Warriors d'Oklahoma City   | AHA           | 48 | 5                | 8                | 13               | 48               |                  |   |                      |                      |                      |                      |                      |
| 1934-1935 | Arrows de Philadelphie     | Can-Am        | 15 | 0                | 5                | 5                | 10               |                  |   |                      |                      |                      |                      |                      |
| 1934-1935 | Stars de Syracuse          | LIH           | 23 | 2                | 2                | 4                | 10               |                  |   |                      |                      |                      |                      |                      |
| 1935-1936 | Greyhounds de Kansas City  | AHA           | 25 | 0                | 1                | 1                | 18               |                  |   |                      |                      |                      |                      |                      |